# Shmidt Point
Der Shmidt Point (in Chile Punta Allipén) ist eine Landspitze an der Loubet-Küste des Grahamlands im Norden der Antarktischen Halbinsel. Sie markiert den nördlichen Ausläufer der Arrowsmith-Halbinsel.
Teilnehmer der Fünften Französischen Antarktisexpedition (1908–1910) unter der Leitung des Polarforschers Jean-Baptiste Charcot sichteten sie 1909 erstmals und nahmen grobe Vermessungen vor. Erste Luftaufnahmen entstanden 1937 bei der British Graham Land Expedition (1934–1937) unter der Leitung des australischen Polarforschers John Rymill. Das UK Antarctic Place-Names Committee benannte sie 1954 nach dem sowjetischen Arktisforscher Otto Juljewitsch Schmidt (1891–1956). Namensgeber der chilenischen Benennung ist der Rio Allipén südlich von Temuco in der Región de la Araucanía.